# Lindsey Buckingham
Lindsey Adams Buckingham (født 3. oktober 1949) er en amerikansk guitarist og sanger. Han var medlem af blues rock-gruppen Fleetwood Mac.

## Ekstern henvisning
- Officielt websted
- Lindsey Buckingham på Allmusic
- Lindsey Buckingham på Discogs
- Lindsey Buckingham på MusicBrainz
- Lindsey Buckingham på Last.fm